# Dienia
Dienia é um género botânico pertencente à família das orquídeas (Orchidaceae).